# MLB All-Star Game 2011
Das MLB All-Star Game 2011 war die 82. Auflage des Major League Baseball All-Star Game zwischen den Auswahlteams der American League (AL) und der National League (NL). Es fand am 12. Juli 2011 im Chase Field in Phoenix, Arizona statt.
Mit dem Sieg des Teams der NL hat der diesjährige Sieger der National League zum Finale der MLB-Saison 2011 den Heimvorteil bei der World Series 2011. Die National League konnte ihren zweiten Sieg in Folge erringen, nachdem sie zuvor 14 Jahre auf einen Erfolg warten musste.

## Letzter Roster-Platz
Nach der Bekanntgabe der Roster fand eine zweite Abstimmung statt, um den jeweils letzten verbleibenden Platz im Roster zu vergeben.
| Spieler         | Team            | Pos             | Spieler         | Team            | Pos             |
| American League | American League | American League | National League | National League | National League |
| --------------- | --------------- | --------------- | --------------- | --------------- | --------------- |
| Paul Konerko    | CWS             | 1B              | Shane Victorino | PHI             | OF              |
| Alex Gordon     | KC              | OF              | Andre Ethier    | LAD             | OF              |
| Adam Jones      | BAL             | OF              | Todd Helton     | COL             | 1B              |
| Víctor Martínez | DET             | C               | Ian Kennedy     | ARI             | P               |
| Ben Zobrist     | TB              | 2B              | Michael Morse   | WAS             | 1B              |

## Aufstellung (Roster)
| C  | Alex Avila        | Tigers    | 1  |
| 1B | Adrián González   | Red Sox   | 4  |
| 2B | Robinson Canó     | Yankees   | 3  |
| 3B | Alex Rodriguez    | Yankees   | 14 |
| SS | Derek Jeter       | Yankees   | 12 |
| OF | José Bautista     | Blue Jays | 2  |
| OF | Curtis Granderson | Yankees   | 2  |
| OF | Josh Hamilton     | Rangers   | 4  |
| DH | David Ortiz       | Red Sox   | 7  |

| Feldspieler | Feldspieler      | Feldspieler | Feldspieler    |
| Position    | Spieler          | Team        | All-Star Games |
| ----------- | ---------------- | ----------- | -------------- |
| C           | Russell Martin   | Yankees     | 3              |
| C           | Matt Wieters     | Orioles     | 1              |
| 1B          | Miguel Cabrera   | Tigers      | 6              |
| 1B          | Paul Konerko     | White Sox   | 5              |
| 2B          | Howard Kendrick  | Angels      | 1              |
| 3B          | Adrián Beltré    | Rangers     | 2              |
| 3B          | Kevin Youkilis   | Red Sox     | 3              |
| SS          | Asdrúbal Cabrera | Indians     | 1              |
| SS          | Jhonny Peralta   | Tigers      | 1              |
| OF          | Michael Cuddyer  | Twins       | 1              |
| OF          | Jacoby Ellsbury  | Red Sox     | 1              |
| OF          | Matthew Joyce    | Rays        | 1              |
| OF          | Carlos Quentin   | White Sox   | 2              |
| DH          | Michael Young    | Rangers     | 7              |

| Spieler          | Team      | All-Star Games |
| ---------------- | --------- | -------------- |
| Josh Beckett     | Red Sox   | 3              |
| Aaron Crow       | Royals    | 1              |
| Gio González     | Athletics | 1              |
| Félix Hernández  | Mariners  | 2              |
| Brandon League   | Mariners  | 1              |
| Jon Lester       | Red Sox   | 2              |
| Alexi Ogando     | Rangers   | 1              |
| Chris Perez      | Indians   | 1              |
| Michael Pineda   | Mariners  | 1              |
| David Price      | Rays      | 2              |
| Mariano Rivera   | Yankees   | 12             |
| David Robertson  | Yankees   | 1              |
| Ricky Romero     | Blue Jays | 1              |
| CC Sabathia      | Yankees   | 5              |
| James Shields    | Rays      | 1              |
| José Valverde    | Tigers    | 3              |
| Justin Verlander | Tigers    | 4              |
| Jordan Walden    | Angels    | 1              |
| Jered Weaver     | Angels    | 2              |
| C. J. Wilson     | Rangers   | 1              |

| C  | Brian McCann    | Braves    | 6 |
| 1B | Prince Fielder  | Brewers   | 3 |
| 2B | Rickie Weeks    | Brewers   | 1 |
| 3B | Plácido Polanco | Phillies  | 2 |
| SS | José Reyes      | Mets      | 4 |
| OF | Lance Berkman   | Cardinals | 6 |
| OF | Ryan Braun      | Brewers   | 4 |
| OF | Matt Kemp       | Dodgers   | 1 |

| Feldspieler | Feldspieler      | Feldspieler  | Feldspieler    |
| Position    | Spieler          | Team         | All-Star Games |
| ----------- | ---------------- | ------------ | -------------- |
| C           | Yadier Molina    | Cardinals    | 3              |
| C           | Miguel Montero   | Diamondbacks | 1              |
| 1B          | Gaby Sanchez     | Marlins      | 1              |
| 1B          | Joey Votto       | Reds         | 2              |
| 2B          | Brandon Phillips | Reds         | 2              |
| 3B          | Chipper Jones    | Braves       | 7              |
| 3B          | Scott Rolen      | Reds         | 7              |
| 3B          | Pablo Sandoval   | Giants       | 1              |
| SS          | Starlin Castro   | Cubs         | 1              |
| SS          | Troy Tulowitzki  | Rockies      | 2              |
| OF          | Carlos Beltrán   | Mets         | 6              |
| OF          | Jay Bruce        | Reds         | 1              |
| OF          | Andre Ethier     | Dodgers      | 2              |
| OF          | Matt Holliday    | Cardinals    | 5              |
| OF          | Andrew McCutchen | Pirates      | 1              |
| OF          | Hunter Pence     | Astros       | 2              |
| OF          | Justin Upton     | Diamondbacks | 2              |
| OF          | Shane Victorino  | Phillies     | 2              |

| Spieler         | Team      | All-Star Games |
| --------------- | --------- | -------------- |
| Heath Bell      | Padres    | 3              |
| Matt Cain       | Giants    | 2              |
| Tyler Clippard  | Nationals | 1              |
| Kevin Correia   | Pirates   | 1              |
| Roy Halladay    | Phillies  | 8              |
| Cole Hamels     | Phillies  | 2              |
| Joel Hanrahan   | Pirates   | 1              |
| Jair Jurrjens   | Braves    | 1              |
| Clayton Kershaw | Dodgers   | 1              |
| Craig Kimbrel   | Braves    | 1              |
| Cliff Lee       | Phillies  | 3              |
| Tim Lincecum    | Giants    | 4              |
| Jonny Venters   | Braves    | 1              |
| Ryan Vogelsong  | Giants    | 1              |
| Brian Wilson    | Giants    | 3              |

## Spiel

### Startaufstellung
| American League | American League   | American League | American League | National League | National League | National League | National League |
| Order           | Player            | Team            | Position        | Order           | Player          | Team            | Position        |
| --------------- | ----------------- | --------------- | --------------- | --------------- | --------------- | --------------- | --------------- |
| 1               | Curtis Granderson | Yankees         | CF              | 1               | Rickie Weeks    | Brewers         | 2B              |
| 2               | Asdrúbal Cabrera  | Indians         | SS              | 2               | Carlos Beltrán  | Mets            | DH              |
| 3               | Adrián González   | Red Sox         | 1B              | 3               | Matt Kemp       | Dodgers         | CF              |
| 4               | José Bautista     | Blue Jays       | RF              | 4               | Prince Fielder  | Brewers         | 1B              |
| 5               | Josh Hamilton     | Rangers         | LF              | 5               | Brian McCann    | Braves          | C               |
| 6               | Adrián Beltré     | Rangers         | 3B              | 6               | Lance Berkman   | Cardinals       | RF              |
| 7               | David Ortiz       | Red Sox         | DH              | 7               | Matt Holliday   | Cardinals       | LF              |
| 8               | Robinson Canó     | Yankees         | 2B              | 8               | Troy Tulowitzki | Rockies         | SS              |
| 9               | Alex Avila        | Tigers          | C               | 9               | Scott Rolen     | Reds            | 3B              |
|                 | Jered Weaver      | Angels          | P               |                 | Roy Halladay    | Phillies        | P               |

### Zusammenfassung
| Team            | 1 | 2 | 3 | 4 | 5 | 6 | 7 | 8 | 9 | R | H | E |
| --------------- | - | - | - | - | - | - | - | - | - | - | - | - |
| American League | 0 | 0 | 0 | 1 | 0 | 0 | 0 | 0 | 0 | 1 | 6 | 0 |
| National League | 0 | 0 | 0 | 3 | 1 | 0 | 1 | 0 | X | 5 | 9 | 2 |

Starting Pitchers: AL – Jered Weaver  NL – Roy Halladay   WP: Tyler Clippard (1–0)   LP: C. J. Wilson (0–1)  SV: Brian Wilson (1)  
- Umpires: Home Plate – Dale Scott; First Base – Jerry Layne; Second Base – Hunter Wendelstedt; Third Base – Dan Iassogna; Left Field – Ed Hickox; Right Field – Chris Guccione
- Spieldauer: 2:50
- Zuschauer: 47.994